# Himerta atra
Himerta atra là một loài tò vò trong họ Ichneumonidae.